# 银杏花园
银杏花园（Ginkgo Garden ）是以Eddy F. Mueller为灵魂人物的一群大师级的艺术家。华丽恢宏而不过火流俗的电子音乐，对印度、日本和中国等东方音乐元素恰如其分的融合运用，将音乐和诗歌绘画艺术匠心独运的结合，这三个鲜明的特色的确令Ginkgo Garden在不同于Enigma的另一条路上达至了至今无人能及的高度。而每三年才出一张专辑的完美主义，不仅在一次体现了德国人特有的坚持和执著，更令Ginkgo Garden的5张专辑无一不是精品之作。
Eddy F. Mueller早在70年代就活跃于德国哈根，曾在Pegasus, Mandrake, Nena("99 Luftballons")等数个乐队中担任吉他、键盘手及风琴的演奏。累积了相当丰富的音乐经验后，他于80年代创立了自己的音乐工作室Birdy，其后以Birdy的名义发行过11张专辑(包括LP及CD)，并参与过逾2000部电影、电视及录像带的音乐制作，成为德国该行业中的佼佼者。1993年，Mueller从一部德国纪录片中获得了灵感，并请他的好友——日本女油画家Atsuko Kato为他的专辑绘画封面，由此完成了第一张以Ginkgo Garden之名发行的专辑。而3年后Ginkgo Garden的第二张专辑面世，迅速爆紅。Mueller以其独一无二的和谐之音征服了无数乐迷的耳朵，成为炙手可热的新時代音乐家。

## 灵感
德国的伟大诗人歌德深深地被银杏的特质所触动，于1815年9月15日凭诗寄意，写下了短诗《Ginkgo Biloba》，作为向其爱人Marianne von Willemer示爱的礼物。而1993年，同样来自德国的新世纪音乐家Eddy F. Mueller也以银杏为主题，为我们献上一趟绝妙的音乐之旅。